# Quatis
Quatis è un comune del Brasile nello Stato di Rio de Janeiro, parte della mesoregione del Sul Fluminense e della microregione della Vale do Paraíba Fluminense.
Quatis costituisce un comune a sé stante dal 1990, quando si distaccò dal comune di Barra Mansa.
Il comune è suddiviso in 3 distretti: Quatis (sede comunale), Ribeirão de São Joaquim e Falcão.